# میلوو (شهرستان گرایوو)
میلوو (به لاتین: Milewo) یک روستا در لهستان است که در گمینا شچوچن واقع شده‌است.